# Витязь-Леон
«Витязь-Леон» (бел. Віцязь-Леон) — белорусский гандбольный клуб из Минска, основанный в 2012 году. В 2020 году клуб был снят с розыгрыша чемпионата Белоруссии.

## Названия
- 2012—2013 — «Витязь»
- 2013—2019 — «Витязь-РГУОР»
- 2020 — «Витязь-Леон»

## История
Клуб основан в 2012 году на базе студенческой гандбольной команды Белорусского государственного экономического университета. В 2012 году команда стала победителем Кубка Минска. После успеха команды на городском уровне, руководство клуба приняло решение заявить «Витязь» для участия в чемпионате Белоруссии. По итогам первого сезона «Витязь» занял 15-е место чемпионата. Параллельно с белорусским чемпионатом, команда выступала в чемпионате Минска, где заняла второе место.
Накануне следующего сезона Белорусская федерация гандбола приняла решение сделать клуб базовым для подготовки юношеской и молодёжной сборной Белоруссии по гандболу. Тогда же к названию клуба было добавлено упоминание Республиканского государственного училища олимпийского резерва. В сезоне 2013/14 и 2015/16 команда приняла участие в Балтийской лиге. По итогам чемпионата страны сезона 2014/15 игрок команды Андрей Юринок был признан Белорусской федерацией гандбола лучшим левым крайним.
В октябре 2016 года клуб объявил о запуске краудфандинговой кампании «100 народных спонсоров для клуба», обещая написать на командной форе имена всех поддержавших. «Витязь» активно использовал социальные сети в рекламных кампаниях, при этом делая это с использованием белорусского языка. В 2017 году спортивным директором клуба стал Андрей Барвиюк, экс-игрок сборной Белоруссии по гандболу, работающий в «Витязе» на общественных началах.
В сезонах 2017/18 и 2018/19 клуб был освобождён от вступительных взносов за участие в чемпионате Белоруссии. В начале 2020 года титульным спонсором команды стала букмекерская контора «Леон», после чего к названию клуба добавилось наименование спонсора. К началу сезона 2020/21 игроки выступали за клуб не имея зарплаты, так капитан «Витязя» Глеб Воевода совмещал гандбол с работой погрузчика металла в частной фирме.
13 августа 2020 года, на фоне протестов в Белоруссии, игроки, тренерский штаб и руководство клуба приняли решение о приостановке тренировок «Витязя» из-за ситуации в стране, потребовав от властей остановить насилие в отношении протестующих и объявить новые президентские выборы. Во время матча 10 сентября 2020 года против «Мешкова Брест» на трибунах стадиона присутствовал ряд спортсменов, поддержавших протест. 30 сентября 2020 года накануне игры против «Машеки» гандболисты «Витязя» отказались выходить на поле из-за ареста баскетболистки Елены Левченко. В ответ на невыход команды на игру Белорусская федерация гандбола сняла «Витязь-Леон» с розыгрыша белорусского чемпионата. Спустя несколько дней после этого Белорусский государственный экономический университет отказался предоставлять игрокам «Витязя» тренировочный зал.

## Главные тренеры
- 2013 — Жук Николай Владимирович[15]
- 2018 — Жиркевич Александр Сергеевич[16]
- 2020 — Яковлев Константин Александрович[17]

## Статистика
| Сезон   | Дивизион             | Место в чемпионате | И  | В | Н | П  | ГЗ  | ГП  | О  | Кубок      | Примечание    |
| ------- | -------------------- | ------------------ | -- | - | - | -- | --- | --- | -- | ---------- | ------------- |
| 2012/13 | Чемпионат Белоруссии | 15 из 17           | 8  | 5 | 0 | 3  | 297 | 297 | 10 |            | [ 18 ]        |
| 2013/14 | Балтийская лига      | 8 из 8             | 14 | 0 | 0 | 14 | 387 | 531 | 0  |            | [ 19 ]        |
| 2014/15 | Чемпионат Белоруссии | 8 из 12            |    |   |   |    |     |     |    | 1/4 финала | [ 20 ] [ 21 ] |
| 2015/16 | Балтийская лига      | 6 из 6             | 10 | 1 | 0 | 9  | 220 | 311 | 2  |            | [ 22 ]        |
| 2016/17 | Чемпионат Белоруссии | 6 из 11            |    |   |   |    |     |     |    | 1/4 финала | [ 20 ] [ 23 ] |
| 2017/18 | Чемпионат Белоруссии | 7 из 12            |    |   |   |    |     |     |    | 1/4 финала | [ 20 ] [ 24 ] |
| 2018/19 | Чемпионат Белоруссии | 8 из 10            |    |   |   |    |     |     |    |            |               |
| 2019/20 | Чемпионат Белоруссии | 9 из 12            |    |   |   |    |     |     |    | 1/4 финала | [ 25 ]        |